# Eastern European Hockey League
L'Eastern European Hockey League è stato un campionato di hockey su ghiaccio sovranazionale che si è disputato tra il 1995 ed il 2005. Esso comprendeva le squadre di maggior livello provenienti da Bielorussia, Lettonia, Lituania ed Ucraina. Alcuni anni hanno partecipato al campionato anche squadre provenienti dalla Polonia e dalla Russia. Oltre al campionato professionistico si svolgevano anche campionati giovanili.
Gli ultimi anni il campionato era dominato essenzialmente dalle squadre bielorusse. Quando si dissolse (nel 2005), due squadre lettoni (il Metalurgs Liepāja e il Rīga 2000) e una ucraina (il Sokil Kyiv) si unirono alla neonata Extraliga bielorussa.

## Albo d'oro della EEHL
- 2003/04  Keramin Minsk
- 2002/03   Keramin Minsk
- 2001/02  Metalurgs Liepāja
- 2000/01  Berkut Kyiv
- 1999/00  Berkut Kyiv
- 1998/99  Sokil Kyiv
- 1997/98  Sokil Kyiv
- 1996/97   Juniors Rīga
- 1995/96   HK Neman Grodno